# Glena tenerata
Glena tenerata là một loài bướm đêm trong họ Geometridae.